# ベルク大学ヴッパータール

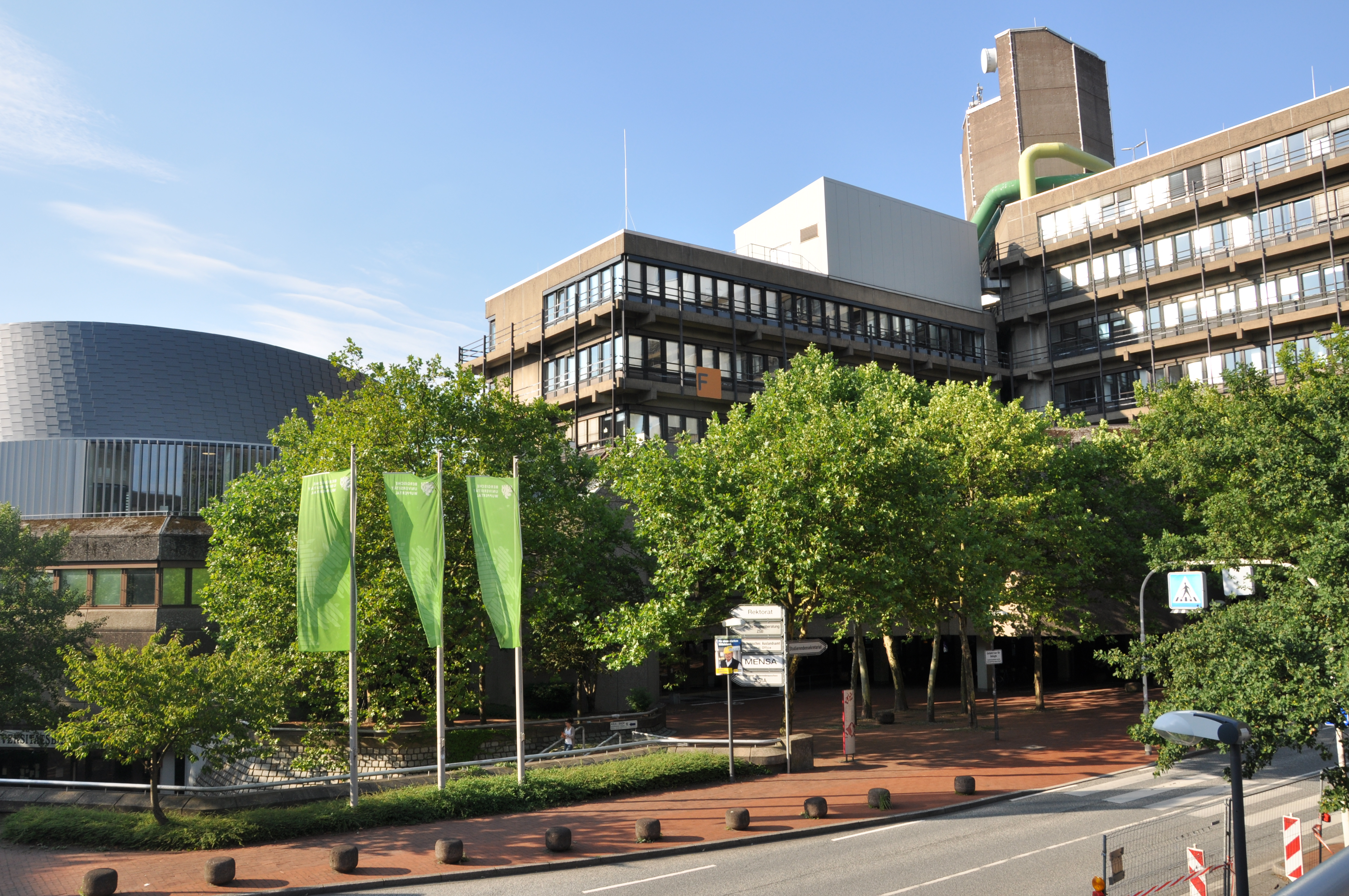
Bergische Universität Wuppertal

ベルク大学ヴッパータール（ベルクだいがくヴッパータール、独: Bergische Universität Wuppertal、略称: BUW、英称: University of Wuppertal）は、ドイツ連邦共和国ノルトライン＝ヴェストファーレン州（NRW）ヴッパータールにある公立の総合大学である。通称ヴッパータール大学。1972年、それまでにヴッパータールおよびその周辺地区（ベルク地方: 旧ベルク公国一帯を指す地域）にすでに設立されていたいくつかの専門単科大学（Hochschule）を統合した総合専門大学（Gesamthochschule）という形で出発した。設立を主導したのは、ヴッパータール出身で当時のNRW州教育大臣であり、後に同州首相さらにドイツ連邦共和国大統領を務めたヨハネス・ラウである。
大学の学部構成においては、多彩な学際分野を連携させることにより、各専門分野に幅広い多様性を持たせることを目指している。このため研究と教育においてはいずれの分野においてもドイツの大学ランキングにおいて高い評価を獲得している。化学・建築・デザインについては特に評価が高く、これらの分野はドイツ大学ランキングの各分野において一位に挙げられたことがある。
2014年冬学期現在、総学生数20,000名、うち留学生は98か国から1,902名である。

## 歴史
大学の前身の一つであり、技術者養成機関であったヴッパータール高等実業学校は1863年に創立された。同校はいくつかの実業学校と統合および改称を繰り返した後、1938年に工芸実業高等専門学校となった。
これとは別に、1946年にヴッパータール教育アカデミーが設立され、1962年に同校は教育大学に昇格。1965年にはラインラント教育大学の一組織となった。
また、1964年には公立レムシャイト工学・電子工学技術学校が開校し、1969年にヴッパータールにキャンパスが新設されたが、これは現在のヴッパータール大学グリフレンベルク・キャンパスとなっている。
1971年にまずこれらのうち工業系の諸学校を組織統合することがNRW州において決定され、さらに1972年に教育大学も含めることとなった。1974年にはこれらを完全統合して総合大学（Universität）の設置を目指すこととなり、1983年に連邦教育省の認可を受け、「ベルク大学・総合専門大学ヴッパータール（Bergische Universität – Gesamthochschule Wuppertal）」となった。2003年以降から現在の呼称となる。2011年現在、ボローニャ・プロセスの導入により、新学制に基づく学士（Bachelor）、修士（Master）課程が設置されている。また後述の学域のうち、A,B,C,G学域において、学術博士（Dr. phil.）等の博士号を取得することが可能である。

## 学部

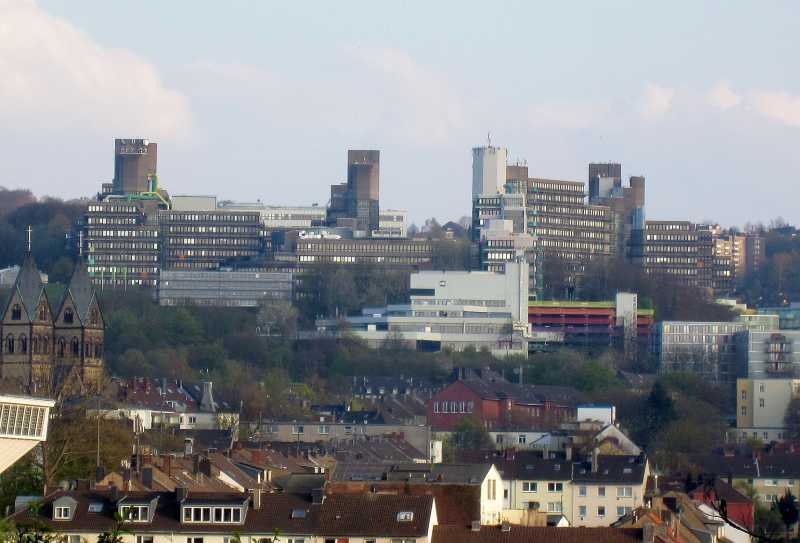
グレフリンベルク・キャンパス全景

従来の「学部（Fakultät）」とは異なる「学域（Fachbereich）」の呼称が用いられている。学域は伝統的なドイツの大学の学部よりも幅広い分野を包括しており、以下の7学域が置かれ、それぞれの学域に学科が配置されている。

### A学域:人文学域
- 文学科
- 言語学科
- 英米学科
- プロテスタント神学科
- ドイツ語学科
- 歴史学科
- カトリック神学科
- 古典文献・ラテン語学科
- 音楽教育学科
- 哲学科
- 政治学科
- ラテン系学科

### B学域:経済学域
- 経済学科
- 医療経済・医療マネージメント学科

### C学域:数学・自然科学学域
- 数学科
- 情報学科
- 物理学科
- 化学科
- 生物学科

### D学域:設計・建築・工学・リスクマネージメント学域
- 設計学科
- 建築学科
- 土木工学科
- リスクマネージメント学科
- 交通経済技術学科

### E学域:電子工学・情報技術学・メディア工学域
- 電子工学科
- 情報技術学科
- 出版・メディア工学科
- 経済技術工学科

### F学域:デザイン・芸術学域
- 工業デザイン学科
- メディアデザイン・デザイン工学科
- 芸術学科
- 色彩・空間・表層工学科

### G学域:教養・社会学域
- 教育学科
- 心理学科
- 社会学科
- スポーツ科学科
- 教授学・専門授業・専門技術学科
- 地理学科
- 専門授業・社会学科

## 日本の学生交流協定校
- 東京大学
- 東北大学
- 大阪公立大学
- お茶の水女子大学
- 静岡大学
- 金沢大学
- 明治大学
- 立教大学
- 芝浦工業大学
- 大阪工業大学